# NGC 93

NGC 93

 إن جي سي 93 أو NGC 93 هي مجرة في كوكبة المرأة المسلسلة اكتشفت في 26 أكتوبر 1854.

## روابط خارجية
- NGC 93 على موقع ويكي سكاي: DSS2, SDSS, GALEX, IRAS, Hydrogen α, X-Ray, Astrophoto, Sky Map, Articles and images